# Automotrice FS ALe 582
Le Automotrici ALe 582 (o semplicemente ALe 582) sono una famiglia di elettromotrici leggere ad azionamento elettronico delle Ferrovie dello Stato costruite tra il 1987 ed il 1991 e destinata al servizio regionale (principalmente su linee a corto raggio).

## Storia

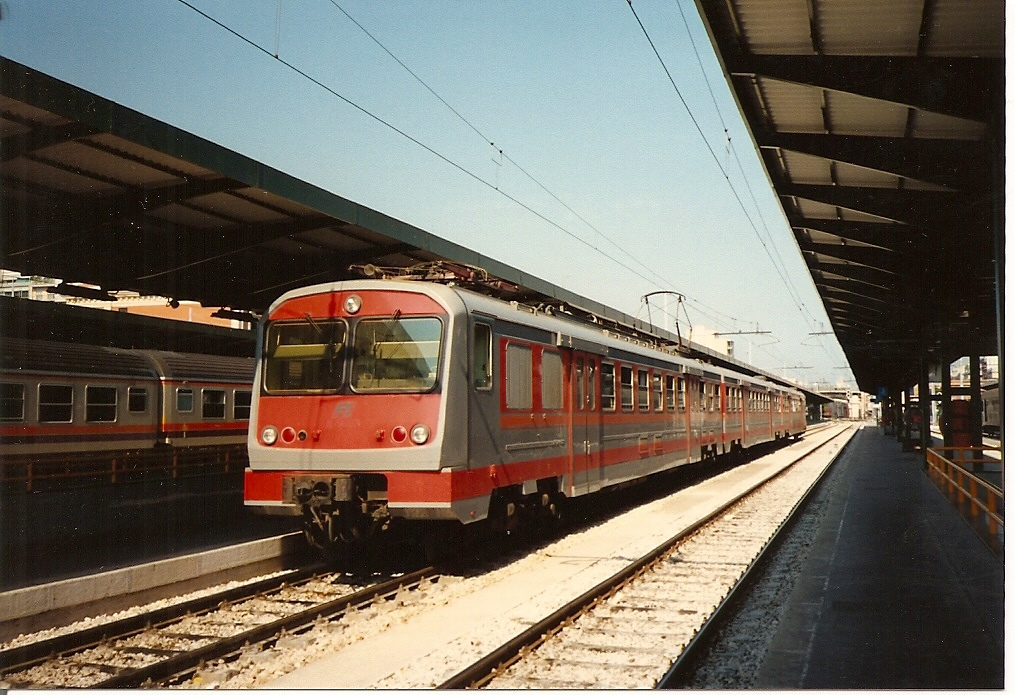
ALe 582.074 a Bari Centrale nel 1990

Il progetto venne sviluppato alla metà degli anni ottanta allo scopo di sostituire gli ormai obsoleti rotabili usati per il traffico pendolare ed a media distanza, prevalentemente sulle linee secondarie della Sicilia e dell'Italia meridionale.
Concettualmente si tratta di un'evoluzione del precedente progetto dell'elettromotrice ALe 724; l'ambiente viaggiatori è concepito in funzione di un maggior comfort, mentre le prestazioni sono del tutto simili. È accoppiabile alla progenitrice mediante comando multiplo. L'evoluzione finale del progetto saranno le ALe 642, che entreranno in servizio negli anni novanta.
La commessa del primo lotto venne effettuata a metà del 1984 e le consegne iniziarono nel 1987.
Le commesse per la costruzione vennero affidate, per quanto riguarda la parte meccanica e le casse, alla Breda Costruzioni Ferroviarie di Pistoia, alle Officine Fiore di Caserta, alle Officine Meccaniche della Stanga e, per la parte elettrica, alla Ercole Marelli, all'Ansaldo Trasporti ed alla Metalmeccanica Lucana.
La livrea adottata in origine per le unità FS fu quella delle carrozze MDVE per medie distanze, in grigio con fasce laterali arancione e rosso. A partire dagli anni duemila, con la nascita di Trenitalia, le stesse vennero ripellicolate nella livrea XMPR unificata.

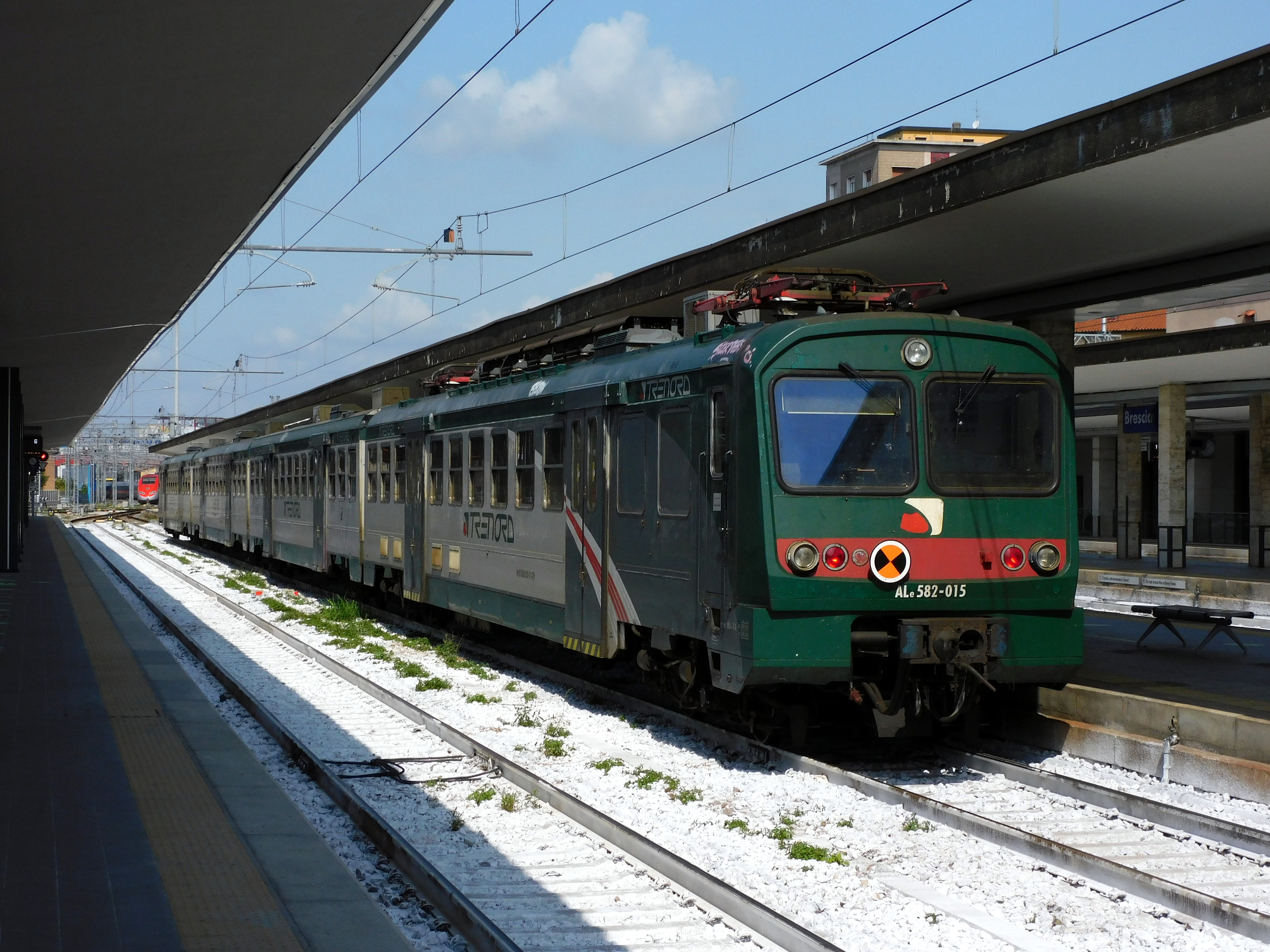
Un complesso appartenente a Trenord a Brescia

I convogli, inizialmente previsti in 79 composizioni base, di cui 11 composte da due motrici ALe 582 inquadranti due rimorchiate intermedie Le 763 e 68 composti da una motrice con rimorchiata semipilota Le 562, nel tempo sono stati modificati in base alle necessità delle linee da servire come anche alla disponibilità del materiale; generalmente però le composizioni venivano formate da una motrice e una rimorchiata semipilota, eventualmente inquadranti una o due rimorchiate intermedie. I convogli operanti sulle linee lombarde in particolare erano frequentemente rinforzati facendo ricorso ad alcune rimorchiate Le 884 rimaste a Milano, presumibilmente perché ritenute eccedenti, dopo il trasferimento delle rispettive motrici ALe 724 dal deposito di Greco a quelli di Torino Smistamento e Napoli Campi Flegrei.
Il sistema di trazione è "full chopper", strettamente simile a quello utilizzato sull'elettrotreno ETR.450.
Nel 2014, nell'ambito del progetto "Interreg" fra Italia e Svizzera, sei ALe 582 (confluite nel parco sociale di Trenord a partire dal 2011 insieme ad altre unità della serie) sono state messe in servizio sulla linea della Valtellina in livrea dedicata, richiamando il nome di sei passi alpini (Stelvio, Gavia, Forcola, Maloja, Spluga, Mortirolo), completamente revisionate sia internamente che esteriormente; tuttavia, dopo rilevati problemi nell'affidabilità, nel dicembre 2017 la stessa società ha poi ritirato dal servizio alcune composizioni.
Nel 2019 è terminata la vita operativa delle ultime unità in servizio presso Trenitalia; è proseguito invece l'uso degli esemplari in quota Trenord, in attesa della loro sostituzione con i moderni elettrotreni ETR 103/104/204. 
A partire dal febbraio 2024, anche le ultime unità di Trenord sono state messe fuori servizio regolare, pronte ad essere utilizzate solo in casi straordinari, in mancanza di altro materiale recente. Dopo un breve periodo di utilizzo come riserve il sabato (prima unità 059 e 028, successivamente 080 e 001), per la linea R40 "Bozzolo-Cremona", tutti i rotabili appartenenti alla serie FS ALe.582 sono stati ufficialmente dismessi a decorrere dal 10 dicembre 2024.
Recentemente è sorta una possibilità che Fondazione FS recuperi la ALe 582.001, attualmente ferma nel deposito di Cremona.

## Caratteristiche

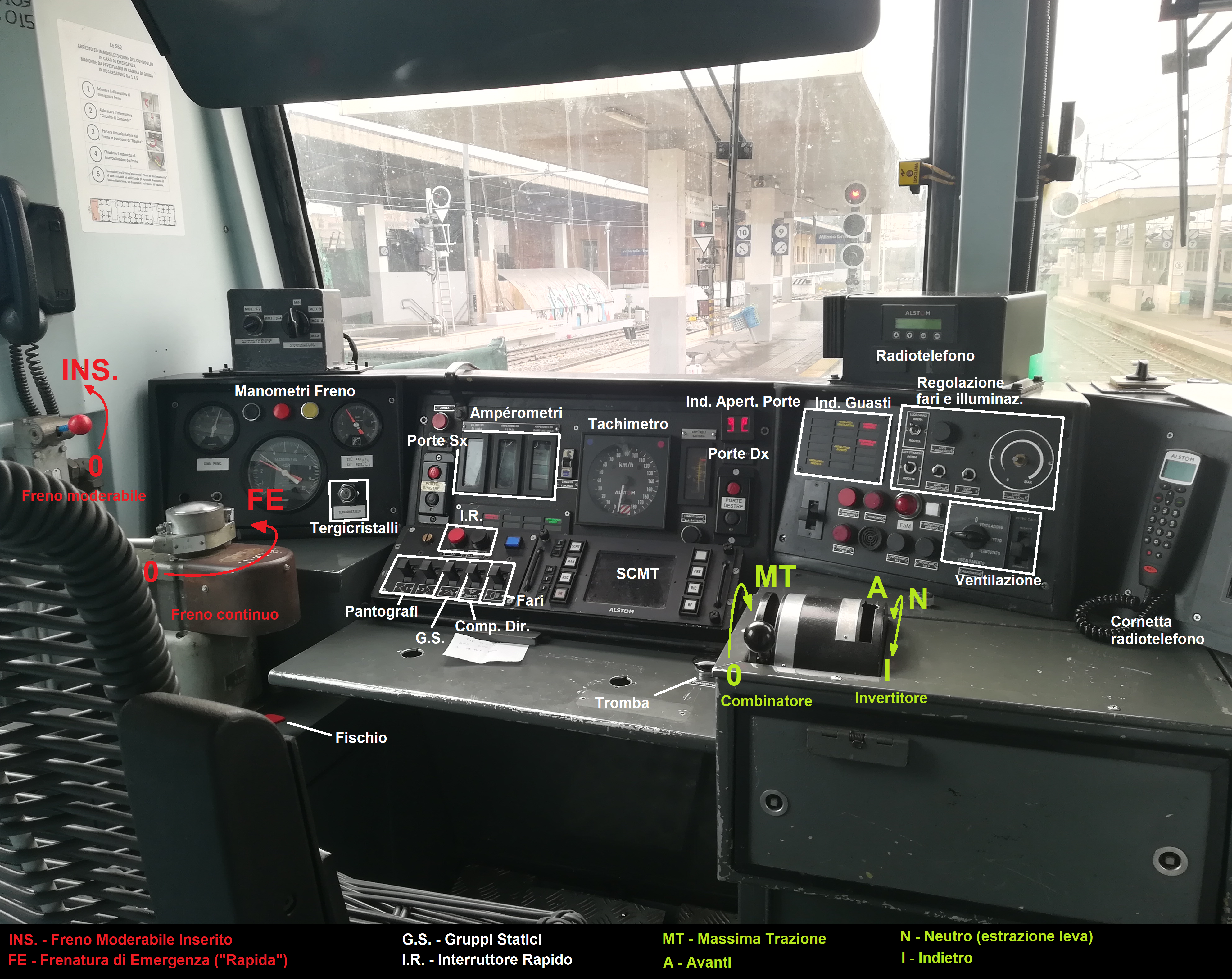
Cabina di una ALe 582 con descrizione della strumentazione. Le ALe 724 ed ALe 642 sono dotate di una cabina pressoché identica

Rispetto alle precedenti ALe 724 vi sono tre importanti modifiche: la prima è il nuovo frontale lato cabina di guida, derivato da un restyling delle precedenti elettromotrici G.A.I. e realizzato secondo le nuove specifiche di sicurezza in poliestere rinforzato con fibra di vetro, di facile montaggio e ridotta manutenzione. La seconda riguarda la cassa che risulta allungata di 1,10 m e che ha consentito di elevare il modulo tra i sedili da 1600 a 1700 mm. La terza riguarda gli interni, con allestimento e sedili simili a quelli delle carrozze MDVC, che prevedono due sezioni separate nello scomparto centrale delle unità motrici; la prima con 17 posti di 1ª classe disposti su tre file (2+1), dotati di sedute più ampie e confortevoli, e la seconda con 21 posti di 2ª classe disposti su quattro file (2+2). Le motrici inoltre sono prive di ritirate, situate invece sulle rimorchiate, di sola 2ª classe. I carrelli sono di progettazione Fiat Ferroviaria con sospensione secondaria di tipo pneumatico.
La parte elettrica, molto simile a quella degli elettrotreni ETR.450, prevede due motori per ogni carrello, sospesi elasticamente per il naso da un lato e poggianti sull'altro su un asse cavo concentrico all'asse ruota corrispondente;  il motore trasmette il moto a quest'ultimo mediante accoppiamento ad ingranaggi, con rapporto di trasmissione 30/75; a sua volta l'asse cavo trasmette il moto all'asse ruota mediante interposizione di blocchi di gomma. I motori sono collegati permanentemente in serie a due a due. Il controllo di potenza dei motori è realizzato interamente per via elettronica mediante microprocessore e chopper controllati da modulatori a frequenza fissa. In caso di guasto di un modulatore è possibile proseguire la marcia con l'esclusione dello stesso. La presa di corrente dalla linea aerea avviene tramite due pantografi del tipo unificato 52 FS posizionati sull'imperiale mentre le apparecchiature elettriche sono poste in una cabina ad alta tensione ubicata posteriormente alla cabina di guida.
La frenatura è di tipo elettrico combinato. L'azione è automatica: alle velocità elevate interviene la frenatura elettrica dissipativa o a recupero, mentre a bassa velocità si aggiunge anche quella pneumatica, attuata mediante ceppi sulle ruote delle elettromotrici e dischi sulle rimorchiate.
Tra la seconda metà degli anni duemila ed i primi anni del decennio successivo, il gruppo ALe 582 è stato oggetto di un sostanziale rinnovamento dell'ambiente viaggiatori, analogamente a quanto fatto con il gruppo ALe 642; tali interventi di ristrutturazione hanno comportato la sostituzione dei sedili originali con moderni sedili più ergonomici ed il miglioramento dell'impianto di climatizzazione; sono stati altresì rivisti i colori degli interni e delle cabine di guida. Su tutti gli esemplari, è stato inoltre installato il Sistema Controllo Marcia Treno in aggiunta alla più datata Ripetizione Segnali (RS) in macchina, adeguando i rotabili agli attuali standard di sicurezza.

## Assegnazioni Trenord
Le ALe.582 rilevate da Trenord sono state assegnate in origine ai depositi di Cremona, Lecco e Milano Fiorenza, svolgendo servizi regionali esclusivamente per conto di Trenord, principalmente su relazioni a corto raggio, fra le quali: Lecco-Sondrio-Tirano, Lecco-Bergamo, Bergamo-Brescia, Colico-Chiavenna, Cremona-Mantova, Gallarate-Luino.
L'unico deposito dove sono rimaste assegnate come residenza fino al termine del servizio è stato quello di Cremona.